# Linda Pétursdóttir
Linda Pétursdóttir est un mannequin islandaise, née le 27 décembre 1969, élue miss Monde en 1988. Elle est devenue femme d'affaires, dirigeant Baðhúsið (la maison du bain), un spa pour femmes uniquement. Après être resté un temps à Vancouver, elle est retournée dans son Islande natale et a mis au monde sa fille Isabella. L'identité du père de sa fille n'a pas été révélée publiquement.